# 나카지마 타츠오
《나카지마 타츠오》(中島 辰男)는 《열혈최강 고자우라》에 등장하는 등장인물으로, 국내명은 맹선생. 성우는 길터보와 같은 오인성

## 소개
6학년 2반 공룡수비대의 담임 선생님으로, 곱슬머리에 안경을 낀 다소 맹한 타입이다. 하지만 6학년 2반의 말썽쟁이들을 가장 잘 이해해주고 격려해 준다. 야요이 선생을 짝사랑하며, 옆반의 타카기 선생과는 항상 티격태격하는 사이지만 그만큼 친한 사이도 없다. 모든 사람들이 피난하지만 혼자만 엔진왕에게 위기에 처한 공룡수비대를 응원하던 도중 길터보의 공격을 받고 쓰러지자 고자우라를 부활시키는 역할을 한다. 마음의 힘으로 전 우주를 지배하려는 엔진왕에게 납치를 당하고, 마음의 힘이 알고싶어하는 길터보를 상담해주기도 하고, 길터보가 엔진왕 대신 기계대마왕의 공격을 받고 죽게 되자, 기계화성의 폭발을 막고 있던 공룡수비대를 방해하는 엔진왕에게 "죽기를 각오하고 소중한 사람을 지키려고 마음 먹을 때 그 어떤 사람은 강해지지. 잘 생각해봐 과연 길터보가 바라는 게 복수일까? 천만에 소중한 사람을 지키는 것"이라고 엔진왕을 설득시키고 진정한 마음의 힘이 무엇인지 알려준 장본인.